# На краю времени
"На краю времени" (укр. На межі часу) - перший повноформатний альбом гурту "Эпидемия". Вийшов у 1999 році.
Це єдиний повноформатний альбом, записаний «класичним» складом 1990-х років із вокалістом Павлом Окунєвим та гітаристом Романом Захаровим. Альбом витриманий у стилі пауер-метал, зі впливом спід-металу. Також на альбом увійшли кілька акустичних балад. Тексти присвячені головним чином фентезі та релігійно-філософським притчам.
Більшість пісень із цього альбому — лише за авторством Юрія Мелісова — були пізніше перезаписані новим складом з вокалом Максима Самосвата на альбомі "Жизнь в сумерках".

## Брали участь у записі
- Юрій Мелісов - гітара, вокал (6, 9), бек-вокал, програмування
- Роман Захаров - гітара, вокал (8), декламація (4)
- Павло Окунєв - вокал
- Ілля Князєв - бас-гітара
- Андрій Лаптєв - ударні

## Запрошені музиканти
- Роман Пулін - соло-гітара (4)
- Ілля Доренський - соло-гітара (13)
- Григорій Соловйов - бек-вокал